# BorWin alpha
BorWin alpha — офшорна трансформаторна платформа, яка конвертує отриману від вітрових електростанцій продукцію зі змінного у прямий струм для подальшої подачі на суходіл через кабель HVDC (ЛЕП прямого струму високої напруги). Перша споруда такого призначення у світовій офшорній вітроенергетиці.
Платформу спорудили для обслуговування ВЕС BARD 1 (400 МВт), розташованої в Північному морі у 100 км на північний захід від острова Боркум (один із Фризьких островів). За розрахунками, використання прямого струму для передачі продукції на суходол дозволить знизити втрати на 25 % в порівнянні з традиційним варіантом ЛЕП змінного струму. Офшорна трансформаторна підстанція названої вище ВЕС знаходиться на відстані лише 1,1 км від BorWin alpha та передає на платформу продукцію по двом кабелям, розрахованим на напругу до 170 кВ. Спорудження цих коротких ліній виконало судно Seabed Worker.
Виготовлена нідерландською компанією Heerema у Вліссінгені, платформа базується на ґратчастій опорній основі («джекеті») вагою 1700 тонн та висотою 62 метри, який забезпечує відстань у 20 метрів від поверхні моря до «топсайду» (надбудови з обладнанням). Останній має розміри 50х33,5х22 метри та вагу 3200 тонн (включаючи 800 тонн обладнання, постаченого концерном ABB). На верхній палубі станції розташований майданчик для гелікоптерів. Обидві складові платформи транспортували на місце монтажу одночасно на баржі H-405, після чого їх встановив плавучий кран великої вантажопідйомності Thialf.
Перетворена на прямий струм електроенергія прямує на суходіл по двох кабелях завдовжки майже по 130 км (BorWin1; в тому числі 8,4 км через Ваттове море — мілководну акваторію між островом Нордернай та власне материком). Для спорудження цієї розрахованої на напругу 150 кВ ділянки законтрактували кабелеукладальне судно Giulio Verne. На суходолі траса продовжується ділянкою довжиною 73,6 км до наземної конвертерної станції в Diele, котра перетворює струм назад у змінний та подає його в мережу під напругою 380 кВ.
Хоча платформа пройшла приймальні випробовування ще у 2009 році, проте затримки зі спорудженням BARD 1 відтермінували її повноцінне введення в експлуатацію аж до 2013-го. Проте вже 17 жовтня того ж року виникли технічні проблеми, що призвело до припинення передачі електроенергії до 5 січня 2014-го. Під час ремонтних робіт поряд з платформою встановили самопідіймальну установку JB-118, котра забезпечувала розміщення необхідного персоналу. Менше ніж через три місяці після повторного запуску на BorWin alpha сталася чергова аварія, котра призвела до пожежі. На цей раз ремонтні роботи тривали з червня по 23 вересня 2014-го, причому на момент запуску станції причини, що призвели до несправностей, так і не були з'ясовані.